# 閔泳翊

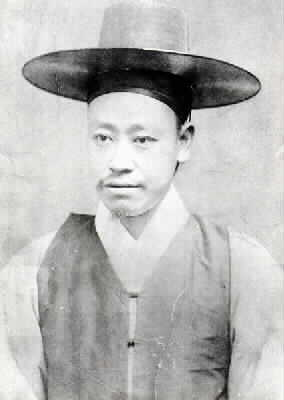
閔泳翊。

閔泳翊（：／，1860年—1914年），字遇鴻、一字子相，號雲楣，朝鲜王朝末期外戚，閔妃派代表，是閔妃的姪兒，本貫驪興閔氏。原本行事溫和，甲申政變後漸趨激進，生涯橫跨朝鮮王朝、大韓帝國和日韓合併後的朝鮮。
閔泳翊生父閔台鎬，異母妹妹是大韓帝國純宗皇帝元配純明孝皇后。1875年過繼給故兵曹判書閔升鎬，料理後事。1886年發生朝俄密約事件，以及次年的袁世凱等密謀廢立傳聞，流亡大清煙臺、英屬香港等地十餘年不再返國，最後在上海法租界病逝，送回水原郡安葬。

## 家族
- 嗣父：閔升鎬（1830－1875）[6]
- 嗣母：貞敬夫人德水李氏（1851－1919），李敏星之女[7]
- 生父：驪恩府院君閔台鎬（1834－1884）
- 生母：坡城府夫人尹氏（1833－1865），坡平尹氏，府使尹稷儀女
  - 夫人：貞敬夫人光山金氏（1862－1920），金永哲之女；無親生子女
    - 庶子：閔庭植（1897－1951），閔泳翊在大清時與妾所生的兒子[8]
    - 媳婦：李鳳完（1901－？），本貫全州李氏，後離婚[9]
    - 媳婦：史氏、安東金氏（1905－？）
      - 長孫：閔丙海（1925－？），1945年8月失蹤
      - 次孫：閔丙湖（1926－），娶江陵劉氏（1933－）
        - 曾孫女：閔妍基（1954－），夫申載大（平山申氏）
        - 曾孫女：閔惠基（1959－），夫朴商烈（密陽朴氏）
        - 曾孫女：閔璟基（1960－），夫張暎一（仁同張氏）
        - 長曾孫：閔盛基（1972－），一名盛載

      - 孫女：洪基賢（南陽洪氏）夫人、金光一（光山金氏）夫人；閔丙愛（1935－），高錫俊（濟州高氏）夫人

  - 妹：純明孝皇后（1872－1904）
  - 嗣弟：閔泳璘（1873－1932），族叔閔述鎬第三子，被過繼給閔台鎬為嗣；日韓合併後被封為伯爵，後被廢。